# 3K87 Kortik

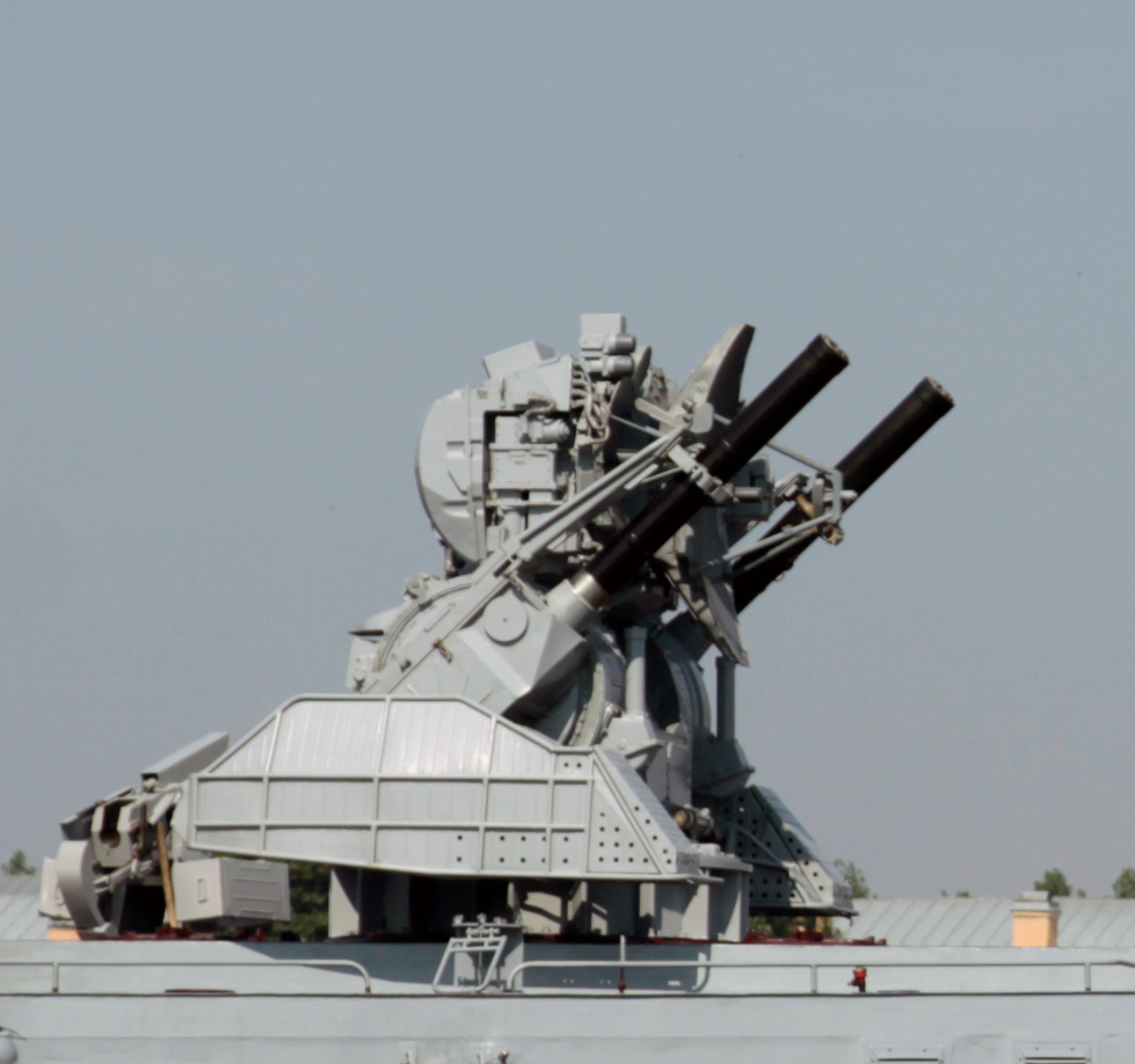
Das Kortik-CIWS-System an Bord der Stereguschtschi

3K87 Kortik (russisch Кортик ‚Dolch‘, NATO-Codename: CADS-N-1 oder SA-N-11 Grison) ist ein modernes russisches Nahbereichsverteidigungssystem (CIWS), das vom Rüstungshersteller Konstruktionsbüro für Gerätebau (kurz KBP) in den 1980er-Jahren entwickelt wurde.

## Beschreibung
Das Kortik-System nimmt eine Sonderstellung unter den Nahbereichsverteidigungssystemen ein, da es eine Kombination aus Abfangraketen und Gatling-Kanonen darstellt, die in einem Turm vereint sind. Das System wird auf den Schiffen der Neustraschimy-, Stereguschtschi-, Kirow-Klasse und Admiral-Kusnezow-Klasse eingesetzt. Es soll Schutz vor Seezielflugkörpern, Anti-Radar-Raketen und präzisionsgelenkter Munition bieten. Zudem kann das System gegen Flugzeuge und kleinere Seeziele, wie zum Beispiel Schnellboote eingesetzt werden. Die einzelnen Komponenten des Systems wurden von den Unternehmen KBP (Raketen), Altair (Feuerleitanlage) und Tulamaschsawod (Geschütze) entwickelt. Jeder Kortik-Turm ist mit zwei sechsläufigen 30-mm-Gatling-Maschinenkanonen vom Typ GSch-6-30K ausgestattet, die in vertikal schwenkbaren Armen seitlich am um 360° drehbaren Waffenturm angebracht sind. Auf jedem der beiden Arme befindet sich eine Schiene, auf die jeweils ein Vierfachraketenstartbehälter geschoben wird. Sind die Lenkwaffen verschossen, so fährt der Turm in Ladeposition und die Waffenarme schwenken in die +90°-Position. Die Ladeklappen im Deck schwenken zur Seite und die beiden Vierfachstarter werden ausgetauscht. Jedes CIWS-Modul ist zudem mit einem 3P87-Feuerleitradar (NATO-Codename: Hot Flash) und elektrooptischen Sensoren ausgestattet, die sich auf einem stabilisierten Podest zwischen der Rohr- und Lenkflugkörperbewaffnung befinden.

## Varianten
Die Exportversion erhielt die Bezeichnung Kaschtan (russisch Каштан ‚Kastanie‘). Auf der International Maritime Defence Show (IMDAS 2003) stellte KBP die verbesserte Version Kaschtan-M vor. Kaschtan-M existiert in zwei Versionen: mit Radar- und optischer Zielerfassung oder lediglich mit optischer Zielerfassung. Die Bekämpfungsreichweite der modernisierten 9M311-1E-Flugabwehrrakete wurde auf zehn Kilometer gesteigert. Die Reichweite der beiden 30-mm-Gatling-Maschinenkanonen vom Typ AO-18KD reicht von 500 bis 4000 Metern. Die Mündungsgeschwindigkeit der AO-18KD wurde auf 960 m/s gesteigert.

## Einsatzdoktrin
Angreifende Flugkörper sollen durch die Abwehrraketen in einer Distanz zwischen 10 und 1,5 km und im Nächstbereich von unter 1,5 km durch die Gatling-Geschütze bekämpft werden.

## Technische Daten

### 9M311-Flugabwehrraketen

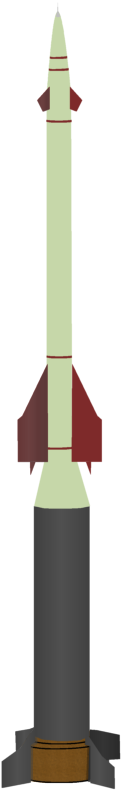
9M311

Die vom landgestützten 2K22-Tunguska-Flugabwehrkomplex (NATO-Codename: SA-19 Grison) übernommenen zweistufigen 9M311-Raketen erreichen eine Höchstgeschwindigkeit von 900 Metern pro Sekunde und haben einen 9 kg schweren Splittersprengkopf. Der Booster in der ersten Stufe hat mit 152 mm einen größeren Durchmesser als die zweite Stufe mit 76 mm, die den Sprengkopf enthält. 2,6 Sekunden nach dem Start wird dieser abgeworfen; die Marschstufe mit einer Masse von 18,5 kg fliegt antriebslos auf das Ziel weiter. Die 9M311-Rakete wird über zusätzliche Impulse im Signal des Feuerleitradars ferngesteuert und kann dabei mit bis zu 18g manövrieren und fliegende Ziele mit einer Geschwindigkeit von Mach 2 abfangen. Der Zünder wird beim Bekämpfen von Luftzielen etwa 1000 Meter vor dem Ziel durch ein Funkkommando aktiviert. Der Splittersprengkopf detoniert etwa fünf Meter vor dem Ziel und erzeugt einen Fragmentschauer.
- Länge: 2,560 m
- Länge Container: 2,562 m
- Durchmesser: 75–152 mm
- Gewicht: 42 kg (Gefechtskopf: 9 kg)
- Geschwindigkeit: Mach 2,6 (maximal 900 m/s, durchschnittlich 600 m/s)
- Reichweite: 8 km (4,5 nm), minimal: 1000 m
- Lenkverfahren: Funk-Kommando-Lenkung

### AO-18K-Maschinenkanone
→Quelle
- Typ: sechsläufige Gatling-Kanone vom Typ AO-18K
- Kaliber: 30 mm
- Kadenz: 4000–5000 Schuss/min
- Gewicht des Geschützes: 200 kg
- Mündungsgeschwindigkeit: 890 m/s